# Cantón de Cormeilles
El cantón de Cormeilles era una división administrativa francesa, que estaba situada en el departamento de Eure y la región de Alta Normandía.

## Composición
El cantón estaba formado por once comunas:
- Asnières
- Bailleul-la-Vallée
- Cormeilles
- Épaignes
- Fresne-Cauverville
- La Chapelle-Bayvel
- Le Bois-Hellain
- Morainville-Jouveaux
- Saint-Pierre-de-Cormeilles
- Saint-Siméon
- Saint-Sylvestre-de-Cormeilles

## Supresión del cantón de Cormeilles
En aplicación del Decreto n.º 2014-241 de 25 de febrero de 2014, el cantón de Cormeilles fue suprimido el 22 de marzo de 2015 y sus 11 comunas pasaron a formar parte del nuevo cantón de Beuzeville.